# 今上益雄
今上 益雄（いまがみ ますお、1941年 - ）は、日本の法学者・弁護士。東洋大学名誉教授。

## 来歴
東京・深川生まれ。1964年司法試験合格後、1965年東洋大学法学部卒業。1965年同法学部助手、1969年同法学部専任講師、1973年同法学部助教授、その後、弁護士活動の傍ら立教大学非常勤講師、労働研修所非常勤講師、東京法経学院講師を兼任して、1982年東洋大学法学部教授に就任。1998年から2002年まで東洋大学法学部長を二期務めた。2002年から2004年まで東洋大学大学院法学研究科委員長。
2004年より東洋大学専門職大学院法務研究科法務専攻（東洋大学法科大学院）教授に就任し、2004年から2007年まで同法科大学院初代院長となる。
司法試験合格や弁護士経験などの経験を踏まえ院長として教育目標を掲げる役割も担った。それは、法曹となるのにふさわしい十分な基礎的かつ体系的な学識を修得させることを目的とし、具体的には明敏な判断力、柔軟な応用力、国際的な視野さらには高度の倫理観と幅広く豊かな人間性を持った法曹を養成することと、「人権感覚に富んだ法曹」、「企業法務に強い法曹」、「専門訴訟に強い法曹」を養成するというものであった。
2010年に東洋大学定年退職。同名誉教授。2010年から2012年まで清和大学法学部客員教授
専門領域は刑法とくに不動産犯罪の研究である。また、不動産登記法も研究。
日本刑法学会、日本法社会学会、日本土地法学会に所属。

## 主著
- 『現代法学の基礎理論』（ありえす書房、1976年）
- 『明解刑法（司法書士サブテキスト）』（東京法経学院、1983年）
- 『図解・刑法実戦講座』（住宅新報社、1987年）
- 『新・明解刑法（司法書士サブテキスト）』（東京法経学院、1991年初版・1993年改訂版）
- 『解説 刑法』（住宅新報社、1993年初版・2005年5訂版）
- 『不動産登記法（権利編）』（東京法経学院、1983年初版・2004年新訂3版）
- 『民法1 総則・物権・担保物権』（東京法経学院、1998年初版・2004年全訂4版）
- 『不動産登記法』（法学書院、2007年初版・2008年第2版）
- 『司法書士・刑法：表解表で解る！』（住宅新報社、2009年）

など、多数ある。司法書士向けの参考書を中心に執筆